# Keny Arkana
Keny Arkana (Boulogne-Billancourt, 20 dicembre 1982) è una rapper francese.
Milita nel movimento di sinistra "La Rage Du Peuple", movimento di disobbedienza civile e alter-mondialista creato nel 2004 a Noailles, un quartiere al centro di Marsiglia.

## Biografia
Marsigliese di origini argentine, Keny comincia a rappare nel 1996 con alcuni suoi amici delle banlieues di Marsiglia. Ai suoi inizi canta nei gruppi Mars Patrie e État-Major. Appare per la prima volta, ancora tredicenne, sulla compilation La Face Cachée de Mars al fianco di Chiraz, con un flow poco convincente e una voce ancora molto infantile. Ma con il passare degli anni Keny riesce ad esprimere al meglio il suo talento, e grazie alla sua straordinaria energia e al suo flow, diventato invidiabile, ottiene un discreto successo.
Il suo rap è esplosivo e i suoi testi sono soprattutto a sfondo sociale: lotta contro il sistema, rabbia e libertà nel solco del rap e reggae di contestazione che a Marsiglia e dintorni ha una delle sue roccaforti.
Nelle sue canzoni un alto livello musicale si lega ad una lirica emozionante e travolgente, ma è dal vivo che questa artista dà il meglio di sé. Nel mese di ottobre del 2006 pubblica il suo primo album, dopo lo street album L'Esquisse uscito nel 2005, Entre Ciment et Belle Etoile. Album dal forte messaggio politico e dall'alto livello musicale di cui vengono girati e pubblicati tre videoclip "La Rage", "La mère des enfants perdus", "Victoria"; in particolare il video ed il singolo "La Rage" diventano molto noti trattando il tema degli scontri avvenuti nel 2006 all'interno delle banlieues francesi.
Nel 2008 pubblica un album composto da 9 tracce intitolato Désobéissance in cui compare anche la celebre traccia "Cinquème soleil". In seguito a questo album inizia il progetto "Appel aux sans voix" che consiste in una serie di forum di dibattito in Francia.

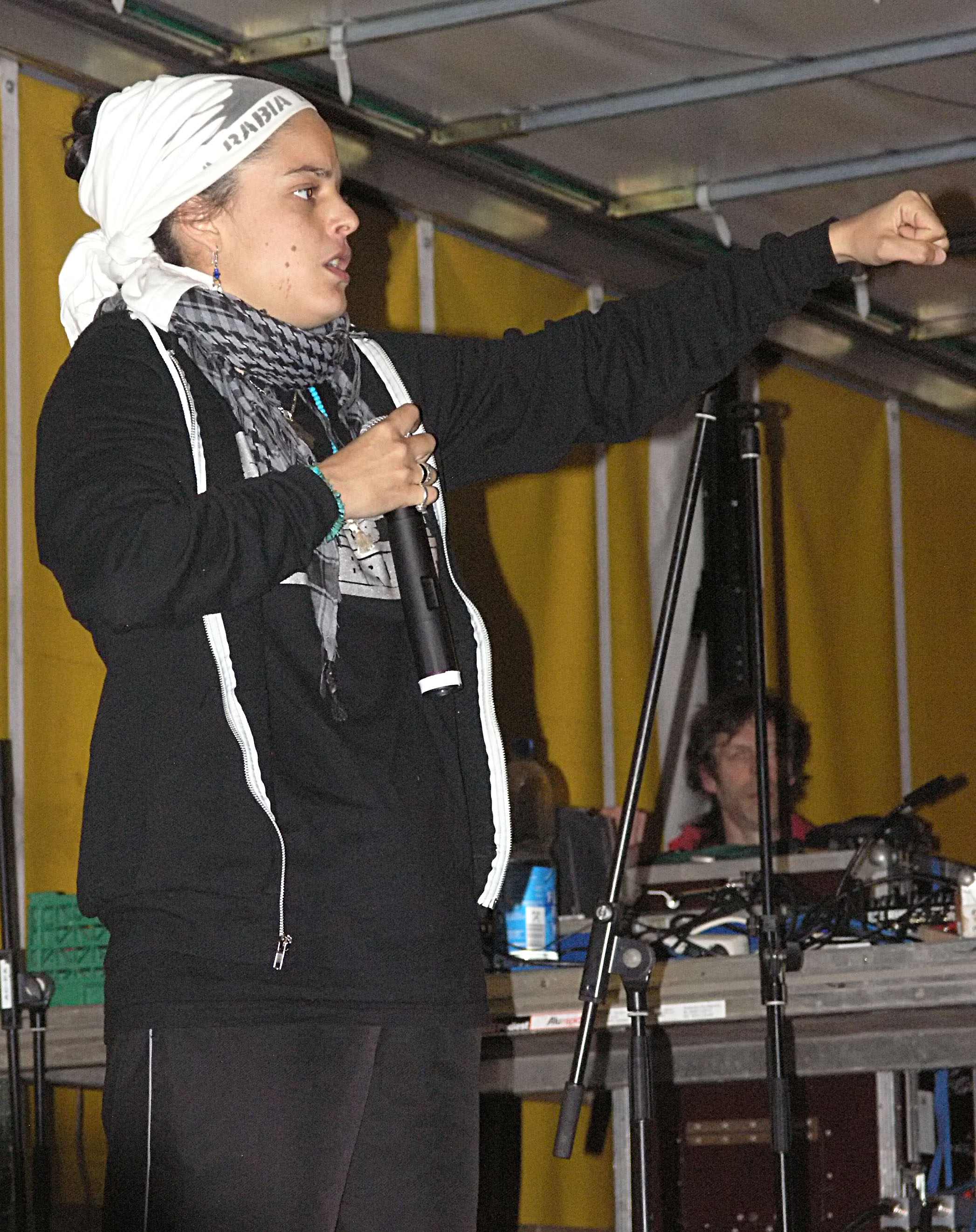
Keny Arkana live nel 2008 al Kreuzberg di Berlino

Nel 2011 esce L'Esquisse 2 suo quarto album caratterizzato da un forte contenuto politico. In questo album figura anche la traccia "De l'Opéra à la Plaine 2" in cui compaiono (come anche nella canzone "De l'Opéra à la Plaine" contenuta in L'Esquisse) svariati rapper di Marsilia. Da L'esquisse 2 vengono estratti 3 video rispettivamente delle tracce "De l'Opéra à la Plaine 2", "Marseille", "V pour vérités".
Il 13 giugno 2012 esce il suo singolo "Vie d'artiste", seguito il 13 ottobre dal videoclip di "Gens Pressés", entrambi riscuotono un discreto successo ottenendo numerose visualizzazioni su YouTube. Questi due singoli anticipano l'uscita dell'album Tout Tourne Autour Du Soleil pubblicato il 3 dicembre 2012. Verranno puoi fatti uscire altre tre clip delle canzoni "Capitale de la rapture", "Fille Du Vent", "J'ai Osé". Il video di "J'ai Osé" in particolare viene girato durante il tour in giro per l'Europa con cui ha cantando anche in Italia a Roma al Forte Prenestino. <<http://www.forteprenestino.net/index.php/prossimi-eventi/200-sabato-13-aprile>> e al TPO di Bologna http://bologna.repubblica.it/cronaca/2013/04/11/news/keny_arkana_da_marsiglia_al_tpo_il_rap_ribelle_di_una_giovane_donna-56408701/
Dopo aver pubblicato il 20 di maggio 2016 sul suo canale YouTube una clip di presentazione del nuovo album "État d'urgence", il 27 maggio rende disponibile questo album al download gratuito o a prezzo libero. Da questo mini album composto da 6 tracce vengono fatti uscire due video: "L'Histoire se Répète" e "Une seule humanité ", l'ultimo creato montando le clip inviate dai fan in giro per il mondo.
Nel 2017 annuncia il suo nuovo album L'Esquisse 3 la cui uscita è prevista per il 2 Giugno 2017, questo annuncio viene accompagnato dall'uscita del primo singolo estratto "Intro Élément Feu" il 17 aprile. Sempre estratto dall'album in uscita pubblica su iTunes e sul suo canale YouTube il 28 Aprile il singolo "Abracadabra" il cui video esce il 12 del mese successivo. Intanto il 29 aprile si svolgono le Elezioni Presidenziali in Francia, per questo Keny pubblica sempre su YouTube il 4 Maggio una canzone non mixata e non contenuta nel futuro album intitolata "Dégagez !!" che tratta per l'appunto il tema della politica francese.
Con l'uscita di "L'Esquisse 3" pubblica il video di "De L'Opéra à la Plaine 3" dove collaborano svariati artisti di Marsiglia e intraprende un tour di Festival che attraversa tutta la Francia.

## Discografia

### Da solista

#### Album in studio
- 2005 - L'Esquisse
- 2006 - Entre ciment et belle étoile
- 2008 - Désobéissance
- 2011 - L'Esquisse 2
- 2012 - Tout Tourne Autour Du Soleil
- 2016 - État d'urgence
- 2017 - L'esquisse 3
- 2021 - Avant l'exode

#### EP
- 2004 - Le Missile Est Lancé
- 2006 - La Rage

#### Collaborazioni
- 1999 - Face cachée de Mars (con Chiraz)
- 2003 - Mise A L'Amende (compilation "Talents Fâchés")
- 2005 - Tueuse Née (version alternative) (con Kayna Samet, inedito)
- 2005 - Ice Cream Remix (con Le Remède, street-tape "Volume 1")
- 2005 - Jeunesse d'occident (compilation stalag treize "street-skills")
- 2006 - Hostile 2006 (compilation rappers francesi)

#### Videoclip
- 2006 - La Rage
- 2006 - La mère des enfants perdus
- 2007 - Victoria
- 2011 - V pour vérités
- 2011 - Marseille
- 2011 - De l'opéra à la plaine 2
- 2012 - Vie d'artiste
- 2012 - Gens Pressés
- 2013 - Capitale de la rapture
- 2013 - Fille Du Vent
- 2013 - J'ai Osé
- 2016 - L'Histoire se Répète
- 2016 - Une seule humanité
- 2017 - Intro Élément Feu
- 2020 - J'sais pas faire autrement (Avant l'exode #1)

### Con gli Etat-Major

#### EP
- 2003 - Volume 1